# Spominčica (nevladna organizacija)
Spominčica je prostovoljna, humanitarna, neprofitna in nevladna organizacija, namenjena ozaveščanju vseh oblik demence.

## Dejavnosti združenja
Aktivnosti združenja so namenjena izboljšanju kakovosti življenja ljudi z demenco in njihovih družinskih članov. Organizirajo izobraževalne programe za svojce oseb z demenco, predavanja za javnost, sodelujejo z mediji. Izdajajo tudi glasilo Spominčica, ki izhaja kot priloga družinske revije Naša žena.
Spominčica redno organizira srečanja »Alzheimer caffe« po različnih slovenskih krajih, kjer na javnih mestih spregovorijo o demenci strokovnjaki in obiskovalci.
Vprašanje, kako preživeti z demenco – vsak dan, si postavljajo številni svojci, ki skrbijo za bolnike z demenco v domačem okolju in se prebijajo skozi dneve, včasih polne skrbi in konfliktov. Poznavanje posebnosti komuniciranja z bolniki je bistveno za vzdušje v družini, kjer skrbijo za takega bolnika. V Spominčici delajo prostovoljke, ki imajo za sabo svojo grenko izkušnjo s to boleznijo in želijo svetovati ter pomagati bolnikom in njihovim svojcem pri lajšanju posledic demence.
Ljubljanska Spominčica ima sedež na Linhartovi 13 (stavba občine Bežigrad), enote pa so še v 14 mestih po Sloveniji. Imajo uradne ure, deluje tudi svetovalni telefon.

## Predsedniki
Predsednik je bil je izr. prof. dr. Aleš Kogoj, dr. med., specialist psihiatrije, ki je bil leta 1997 tudi njen ustanovitelj. Organizacijo od leta 2014 vodi Štefanija Lukič Zlobec, vdova Jaše Zlobca, ki je umrl za alzheimerjevo boleznijo.

## Mednarodne povezave
Spominčica je članica Evropskega združenja za Alzheimerjevo bolezen (Alzheimer Europe), ki ima sedež v Luksemburgu, le-ta je skupinska članica Svetovne organizacije za Alzheimerjevo bolezen (Alzheimer Disease International) s sedežem v Londonu.